# Caravan of Love
Caravan of Love é um single lançado em 1986 (versão de um original de Isley-Jasper-Isley, de 1985), banda inglesa de indie rock The Housemartins. A música a cappella foi um grande sucesso instantâneo, alcançando o número #1 no UK Singles Chart em 16 de dezembro de 1986 (apenas a segunda gravação a cappella a fazê-lo, depois de "Only You", os piquetes de voo em 1983), foi também re-lançamento póstumo de "Jackie Wilson e Reet Petite".
A canção não foi lançada em um álbum de estúdio dos Housemartins, mas até então a compilação Greatest Hits: Now That's What I Call Quite Good.

## Faixas do single

### 7" vinil single
Lado A
1. "Caravan of Love" – 3:40

Lado B
1. "When I First Met Jesus" – 2:46

### 12" vinil single
Lado A
1. "Caravan of Love"
2. "We Shall Not Be Moved"

Lado B
1. "When I First Met Jesus"
2. "So Much in Love"
3. "Heaven Help Us All (Sermonette)"

## Chart performance
| Chart (1986)            | Pico posição |
| ----------------------- | ------------ |
| UK Singles Chart        | 1            |
| Chart (1987)            | Pico posição |
| Austrian Singles Chart  | 7            |
| Dutch Top 40            | 3            |
| German Top100 Singles   | 2            |
| Norwegian Singles Chart | 2            |
| Swedish Singles Chart   | 1            |
| Swiss Singles Chart     | 2            |